# 邵玘
邵玘（1375年—1430年），字以先，浙江行中書省金華府蘭谿縣（今浙江兰溪）人。明朝政治人物、进士。
永乐四年（1406年），邵玘中式丙戌科三甲一百四十二名進士，授监察御史。宣德三年，由福建按察使进位南京左副都御史，奏请罢黜不称职者近百人。卒於任內。